# Spitzhörnchen
Die Spitzhörnchen (Scandentia) sind eine Ordnung der Säugetiere (Mammalia) aus den Waldgebieten Südostasiens mit über 20 bekannten Arten. Sie ähneln Hörnchen, wurden historisch auch als nahe Verwandte der Spitzmäuse betrachtet, stehen aber tatsächlich den Primaten nahe. Ihr alternativer Name Tupaias kommt vom malaiischen Wort „tupai“, das regional sowohl für Hörnchen als auch für Spitzhörnchen verwendet wird.
Spitzhörnchen sind primär Bodenbewohner und klettern bis auf eine Art eher gelegentlich. Sie sind Allesfresser und haben eine für Höhere Säugetiere außergewöhnlich geringe Brutfürsorge.

## Vorkommen
Das Verbreitungsgebiet der Spitzhörnchen erstreckt sich über Südostasien bis zur Wallace-Linie. Dies umfasst unter anderem die Inseln Borneo, Java, Sumatra und die zu den Philippinen gehörende Insel Palawan. Am Festland reicht das Gebiet über Indochina samt der malaiischen Halbinsel bis Nordostindien und Teilen von Südchina.
Keine Art der Spitzhörnchen kommt im gesamten Verbreitungsgebiet der Ordnung vor. Die weiteste Ausdehnung erreichen das Nördliche Spitzhörnchen (Tupaia belangeri), das sich über den Großteil des Festland-Verbreitungsgebietes erstreckt, und das Gewöhnliche Spitzhörnchen (Tupaia glis) mit Populationen auf der malaiischen Halbinsel und auch der größten insularen Verbreitung. Borneo weist eine besonders hohe Spitzhörnchendiversität auf: zehn Arten wurden dort bisher nachgewiesen. Gründe hierfür könnten Größe und Habitatvielfalt sein, oder dass die Spitzhörnchen ihren phylogenetischen Ursprung auf Borneo haben und sich von dort aus verbreiteten. Sie leben in Waldgebieten und gelegentlich als Kulturfolger auf Plantagen.

## Morphologie

### Merkmale
Spitzhörnchen haben einen schlanken Körper und langen Schwanz. Dieser ist meist dicht behaart, eine Ausnahme bildet hier das Federschwanz-Spitzhörnchen (Ptilocercus lowii). Charakteristisch ist eine lange Schnauze. Spitzhörnchen erreichen je nach Art 10 bis 23 Zentimeter Kopf-Rumpf-Länge und 9 bis 24 Zentimeter Schwanzlänge. Das Gewicht reicht von 45 bis 350 Gramm.
Die Fellfarbe variiert von olivgrau bis rostbraun und ist auf der Bauchseite heller. Das Fell ist dicht und weich. Die Deckhaare sind lang und gerade, die Wollhaare kurz und weich. Bis auf die Gattung Dendrogale und den Federschwanz haben Spitzhörnchen einen hellen Schulterstreifen. Wenige Arten tragen zusätzliche Zeichnungen im Gesicht oder einen dunklen Rückenstreifen.
Die Ohren sind klein und haben eine primatenähnliche knorpelige Ohrmuschel mit einem häutigen Ohrläppchen. Sie sind leicht behaart, bloß beim Federschwanz-Spitzhörnchen sind sie nackt und relativ groß.

### Skelett, Schädel und Gebiss
Die Wirbelsäule der Spitzhörnchen setzt sich aus sieben Halswirbeln, zwölf bis 13 rippentragenden Brustwirbeln, sechs bis sieben Lendenwirbeln, drei Kreuzwirbeln und 24 Schwanzwirbeln zusammen. Das Schlüsselbein ist gut entwickelt. Die Knochen des Unterarmes sind nicht miteinander verschmolzen, ebenso nicht die des Unterschenkels. Mondbein und Kahnbein, zwei Handwurzelknochen, sind bei den Gattungen Tupaia und Anathana vollständig miteinander verschmolzen, bei Ptilocercus und Dendrogale sind diese beiden Knochen weniger stark verschmolzen. Der Daumen kann abgespreizt werden, ist jedoch nicht opponierbar (also den anderen Fingern gegenüberstellbar), wodurch Spitzhörnchen keine echte Klammerhand haben; stattdessen verwenden sie zum Klettern ihre sichelförmigen Krallen.
Die für Spitzhörnchen charakteristische lange Schnauzenregion wird vom Nasenbein gebildet. Die Schläfenbeine sind sehr klein und werden im Verlaufe der Individualentwicklung des Schädels immer mehr vom Scheitelbein verdrängt. Der Hinteraugenbogen (Postorbitalbogen) wird vom Stirnbein und dem Jochbein gebildet. Überaugenfenster (Foramen supraorbitale) und Unteraugenfenster (Foramen infraorbitale) sind vorhanden.
| 2 | · | 1 | · | 3 | · | 3 | = 38 |
| 3 | · | 1 | · | 3 | · | 3 | = 38 |

Die Zahnformel der Spitzhörnchen lautet I 2/3, C 1/1, P 3/3, M 3/3. Die Schneidezähne des Oberkiefers ähneln Eckzähnen und werden auch eckzahnähnlich eingesetzt: Die oberen Schneidezähne werden eher zum Halten und Greifen als zum Abbeißen verwendet. Zwischen den Schneidezähnen ist aufgrund der langen Schnauzenregion oft ein großes Diastema vorhanden. Die unteren Schneidezähne bilden mit ihren verlängerten Kronen einen Zahnkamm, der auch bei Riesengleitern und Feuchtnasenaffen vorhanden ist. Die Funktion dieser Zahnkämme ist nicht bekannt; eventuell spielen sie bei der Nahrungsaufnahme oder dem Putzen des Fells eine Rolle. Anders als bei Lemuren sind bei Spitzhörnchen die Eckzähne nicht an der Bildung des Zahnkammes beteiligt. Die oberen Eckzähne ähneln den Prämolaren. In der Struktur der Prämolaren weichen das Federschwanz-Spitzhörnchen und die Bergtupajas von den anderen Spitzhörnchen ab: Ihre Eckzähne sind besonders klein und haben zwei Wurzeln. Die unteren Eckzähne sind generell größer als die oberen. Ein Prämolar, der P4, besitzt einen Protocon genannten Höcker mit eigener Wurzel. Die oberen Molaren haben drei Wurzeln und sind durch weitere, zwischen den verschiedenen Zahnspitzen platzierte Höcker (Mesostyl) gekennzeichnet. Die unteren Molaren sind säugertypisch und weichen vom gewöhnlichen Muster kaum ab.

### Weichteilanatomie
Kennzeichnend für Spitzhörnchen ist eine Unterzunge. Dies ist ein blattartiges, muskelfreies Gewebe an der Unterseite des beweglichen Teiles des Zunge, das eine gefranste Spitze aufweist. Sie dient der Reinigung des Zahnkamms. Bis auf ein paar Vertreter der Gattung Tupaia, die früher als Lyonogale abgegrenzt wurden, verfügen Spitzhörnchen beim Übergang vom Dünndarm zum Dickdarm über einen Blinddarm, der die pflanzliche Zellulose zersetzt und damit die Verdauung unterstützt.
Spitzhörnchen haben ein gut entwickeltes, ursprünglich gebautes Jacobson-Organ, das in einem Teil der Nasenhöhle liegt und über einen speziellen Gang, den Ductus incisivus, mit der restlichen Nasenhöhle und der Mundhöhle offen verbunden ist. Gehör und Gesichtssinn sind die primären Sinne der Spitzhörnchen und dominieren über den Geruchssinn. Die Netzhaut besteht hauptsächlich aus Zapfen; bis auf das nachtaktive Federschwanz-Spitzhörnchen, dem diese Fähigkeit keine besonderen Vorteile einräumen würde, können alle Spitzhörnchen Farben gut unterscheiden.
Die Hoden liegen je nach Art permanent oder während der Fortpflanzungszeit im Hodensack neben dem Penis. Die Eichel ist verlängert und ein Penisknochen fehlt. Die Gebärmutter der Weibchen ist zweihörnig.
Spitzhörnchen gehören zu den Tieren mit dem höchsten Verhältnis von Gehirngewicht zu Körpergewicht, es ist auch höher als beim Menschen. So weist das Zwergspitzhörnchen bei einem Körpergewicht von 46,4 Gramm ein Gehirngewicht von 1,77 Gramm auf, was etwa 3,8 % der Körpermasse entspricht (beim Menschen rund 1,7 %). Vergleichbare Werte werden auch von einigen Spitzmäusen erreicht, etwa von der Etruskerspitzmaus (3,3 %) oder von Grants Waldmoschusspitzmaus (Sylvisorex granti) (4,2 %).

## Lebensweise

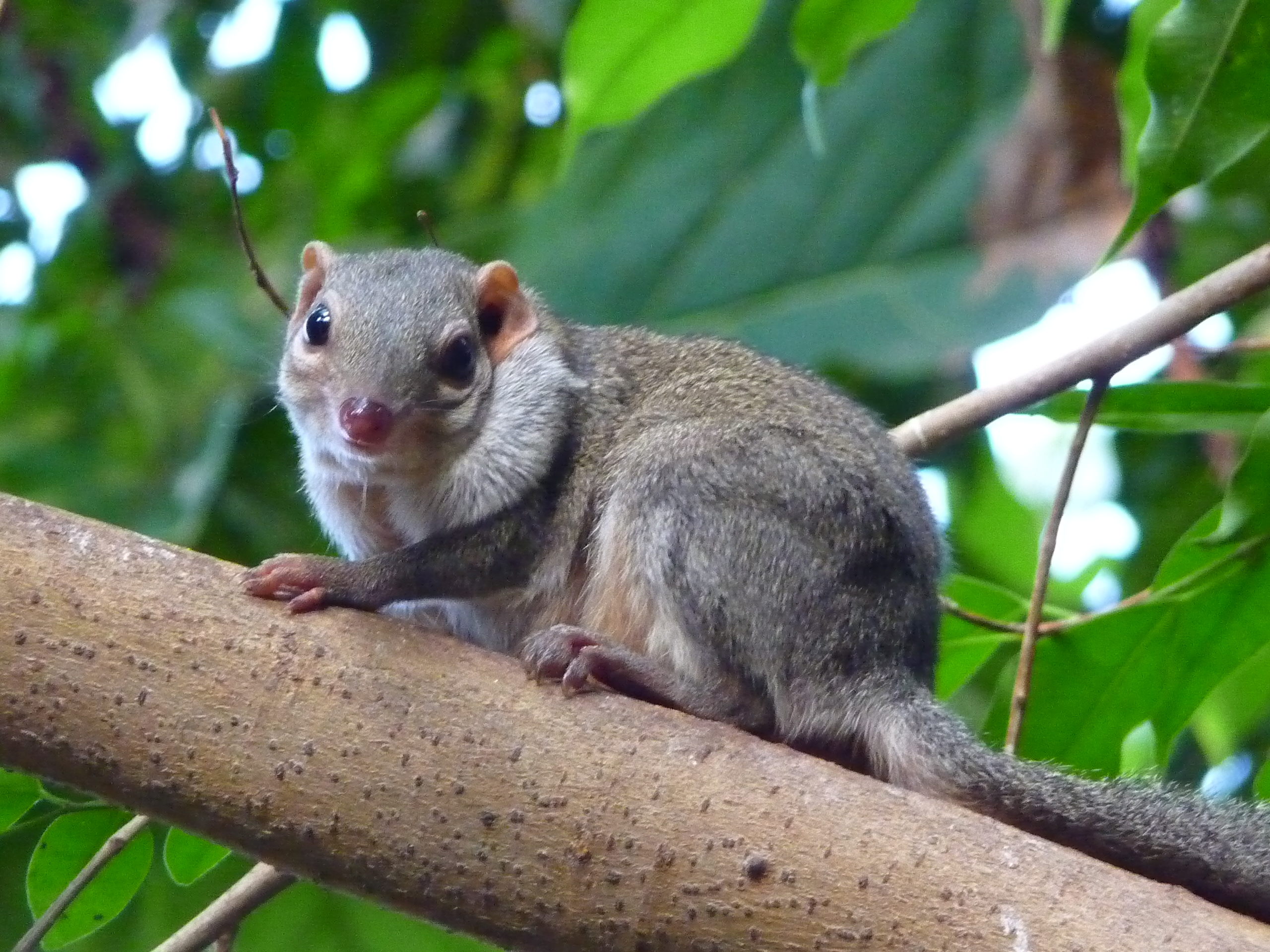
Spitzhörnchen

### Aktivität
Anders als viele andere kleinere Säugetiere sind Spitzhörnchen tagaktiv. Federschwanz-Spitzhörnchen (Ptilocerus lowii) sind jedoch nachtaktiv und mit großen Augen, einer reflektierenden Schicht hinter der Netzhaut, sehr großen Ohren, langen Tasthaaren und einer grau-schwarzen Tarnfärbung gut an diese Lebensweise angepasst. Die Bergtupajas der Gattung Dendrogale sind vermutlich dämmerungsaktiv, über ihre Lebensweise ist jedoch nicht viel bekannt. Bei den tagaktiven Arten liegen die Aktivitätshöhepunkte am frühen Vormittag und am späten Nachmittag. Als Schlafplätze werden primär Baum- und Erdhöhlen genutzt, jedoch auch Felsspalten, hohle Bambusstämme und Mulden unter großen Wurzeln und umgefallenen Bäumen. Während des Schlafes liegen Spitzhörnchen zusammengerollt, bei kurzen Ruhepausen liegen sie bäuchlings auf Ästen. Die hohe Aktivitätskörpertemperatur von 40 °C wird bei nächtlichen Schlafphasen auf 36 °C gesenkt. Allgemein sind Spitzhörnchen gegen Temperaturschwankungen recht unempfindlich und vertragen Temperaturen zwischen 5 und 40 °C problemlos.

### Ernährung
Die Spitzhörnchen ernähren sich von kleinen Gliedertieren, jedoch auch von anderen Wirbellosen sowie Pflanzenteilen, speziell Früchten und Samen, oder kratzen mit ihrem Zahnkamm Harze und Pflanzensäfte von Bäumen. Sehr große Spitzhörnchen wie der Tana fressen gelegentlich kleine Wirbeltiere wie Eidechsen und Kleinsäuger und brechen Vogeleier auf. In Gefangenschaft wurde beobachtet, wie große Spitzhörnchen Mäuse und Jungratten fingen und diese mit einem Nackenbiss töteten. Spitzhörnchen gehen für die Nahrungssuche fast immer auf den Boden und suchen ihre Nahrung, indem sie mit Schnauze und Pfoten durch die Laubstreu wühlen. Eine Ausnahme hiervon bilden nur die ausschließlich baumlebenden Spitzhörnchen wie der Federschwanz. Die Beute wird mit der Schnauze gepackt; nur wenn die Beute nicht mit der Schnauze erreicht werden kann, setzen Spitzhörnchen ihre Pfoten ein. Fliegende Insekten werden in einer schnellen Bewegung mit einer oder beiden Pfoten gefasst. Charakteristisch für Spitzhörnchen ist, dass alle Arten beim Fressen die Nahrung mit den Vorderpfoten halten. Als eine Besonderheit erweist sich der Verzehr der Blütenknospen der Bertrampalme (Eugeissona tristis) durch das Federschwanz-Spitzhörnchen (Ptilocercus lowii) im westlichen Malaysia. Diese enthalten durch natürliche Fermentation bis zu 3,8 % Alkohol (durchschnittlich 0,5 bis 0,6 %), der im Fortpflanzungszyklus der Pflanze eine Rolle spielt. Vermutlich aufgrund einer Stoffwechselbesonderheit treten trotz der erheblichen Alkoholaufnahme keine Intoxikationssymptome auf.

### Sozialverhalten
Für gewöhnlich leben Spitzhörnchen allein oder paarweise in je nach Lokalität 500 (Plantage) bis 10.000 Quadratmeter (natürlicher Wald) großen Revieren, die heftig gegen gleichgeschlechtliche Artgenossen verteidigt werden. Die Reviere der Weibchen überlappen sich wenig bis gar nicht; zwei bis drei Weibchenreviere werden vom Revier eines Männchens überdeckt. Es bilden sich oft lang anhaltende, harmonische Paarbeziehungen, die vor allem am regelmäßigen Begrüßungslecken und gemeinsamen Ruhen erkennbar sind. Unharmonische Paare gebären zwar Jungtiere, fressen diese aber wie normale Beute.
Spitzhörnchen reagieren sehr aggressiv auf Artgenossen, die in ihr Revier eindringen: Sie kämpfen heftig, teilweise mit Bisswunden und Kratzern als Folge. Der Eindringling ist meist innerhalb von Sekunden oder Minuten vertrieben. In Gehegen kann der Unterlegene dem dominanten Spitzhörnchen nicht ausweichen, und trotz guter Nahrungsaufnahme verliert der Schwächere stark an Gewicht, fällt nach ein paar Tagen ins Koma und stirbt schließlich.
Die Kommunikation über Laute ist bei Spitzhörnchen eher schwach ausgeprägt; es werden acht Laute in den Funktionsbereichen Kontaktaufnahme, Aufmerksamkeit, Alarm und Aggression unterschieden. Die Laute werden vom Schwanz als Ausdrucksorgan unterstützt; er schlägt zum Beispiel bei Aufregung auf und ab. Wenn Spitzhörnchen im Nest überrascht oder von anderen Spitzhörnchen angegriffen werden, stoßen sie mit weit offenem Maul ein knurrendes, raues Zischen aus. Dieses Verhalten tritt auch bei Jungtieren auf, die im Nest gestört werden. Bei Kämpfen quietschen und kreischen Spitzhörnchen. Aufgeregte Vertreter der Gattung Tupaia schnattern laut, oft wird dies als Sammelruf interpretiert, der ausgestoßen wird, wenn potenzielle Feinde gesichtet wurden.
Während die anderen Kommunikationsmuster nur mäßig ausgeprägt sind, ist die Kommunikation über Gerüche stark ausgeprägt. Spitzhörnchen setzen umfangreiche Duftmarken, die aus den Sekreten bestimmter Drüsen sowie seltener aus Urin und Kot bestehen. Die Duftsekrete entstammen Drüsenfeldern des Bauches. Sie sind von öliger Konsistenz und bestehen zu mehr als 99 % aus Fett. Dies gewährleistet unter den dortigen klimatischen Bedingungen eine lange Haltbarkeit des Duftes. Tupaia belangeri besitzt Drüsen an Brust und Unterleib. Die Brustdrüsen werden aktiviert, indem das Tier steifbeinig steht und die Drüse an dem zu markierenden Objekt reibt. Die Unterleibsdrüse wird eingesetzt, wenn das Spitzhörnchen von einem Ast rutscht und die Drüsen gegen diesen Ast drückt. Der Urin wird in Tröpfchen während des Laufens abgesetzt. Tanas zelebrieren eine Art Tanz, bei dem sie ihre Pfoten mit zuvor auf einer glatten Fläche abgesetztem Urin befeuchten; dadurch wird mit jedem Schritt der Geruch verbreitet. Gefangene Spitzhörnchen setzen Kot an bestimmten Stellen im Käfig ab; wahrscheinlich dient der Kot wie die anderen Duftstoffe hauptsächlich dazu, das Revier zu markieren, jedoch geht der Informationsgehalt wahrscheinlich über Reviermarkierung hinaus.

### Fortpflanzung und Entwicklung
Spitzhörnchen können sich das ganze Jahr über fortpflanzen; je nach Art gibt es jedoch besonders geburtenstarke Phasen. Der Östrus dauert acht bis 39 Tage und ist postpartum, das heißt in diesem Fall, dass direkt nach der Geburt eine Kopulation stattfinden kann, die dann einen Eisprung auslöst. Nachdem die Paarung beendet ist, zeigen Männchen keine weitere Fürsorge für die Fortpflanzung.
Nach einer Tragzeit von 40 bis 52 Tagen werden die Jungtiere in einem vom Muttertier gebauten Nest geboren, das von den Ruhe- und Schlafplätzen der Elterntiere getrennt ist. Das Nest wird vom Muttertier ein paar Tage bis wenige Stunden vor der Geburt mit Laub und anderem Pflanzenmaterial gepolstert. Die Wurfgröße beträgt ein bis drei Tiere; nach der durchschnittlichen Wurfgröße richtet sich auch die Anzahl der Zitzenpaare, die je nach Art ein bis drei beträgt.
Jungtiere der Spitzhörnchen sind Nesthocker; bei der Geburt sind sie unbehaart, und die Gehörgänge sind ebenso wie die Augenlider verschlossen. Spitzhörnchen haben eine stark reduzierte mütterliche Fürsorge, was sich darin äußert, dass die Mutter eines Wurfes nur alle zwei Tage für fünf bis zehn Minuten die Jungtiere säugt und ansonsten keinen Kontakt mit den Jungtieren hat. Während der wenigen Minuten werden auch weder das Nest noch die Jungtiere gesäubert. Ein Erklärungsversuch deutet dieses Verhalten als Schutz vor Fressfeinden, da ein säugendes Weibchen sehr viel auffallender ist als einzelne Jungtiere. Um das lange Säugeintervall auszugleichen, nehmen die Jungtiere sehr viel Milch auf (je nach Art zwei bis 15 Gramm); dadurch werden die nur etwa zehn Gramm schweren Jungtiere regelrecht aufgebläht. Überdies ist die Milch mit einem Fettgehalt von 26 % und einem Proteingehalt von 10 % äußerst nahrhaft. Durch diese Milch können sie ohne die Mutter eine Körpertemperatur von 37 °C aufrechterhalten und wachsen sehr schnell heran. Während der Säugezeit erkennt die Mutter ihre Jungen am Geruch, den sie beim Säugen auf sie überträgt; als dieser Geruch in Versuchen neutralisiert wurde, fraß die Mutter ihre eigenen Jungen.
Das Gehör ist nach zehn Tagen entwickelt, die Augenlider öffnen sich nach drei Wochen. Das Nest verlassen sie in der Regel nach etwa einem Monat; dann sehen sie bis auf die Körpergröße wie die Adulti aus. Bis zu diesem Zeitpunkt hat das Muttertier bloß eineinhalb Stunden bei den Jungtieren verbracht. Nachdem das Nest verlassen wurde, wachsen die Jungtiere weiterhin schnell heran und sind im Alter von drei bis vier Monaten ausgewachsen und geschlechtsreif; dann vertreibt das Muttertier die Jungen aus seinem Revier. Über die Lebensspanne in der Wildnis ist wenig bekannt; in Gefangenschaft beträgt sie in der Regel neun bis zehn Jahre.

## Stammesgeschichte und Systematik

### Geschichtliche und aktuelle Darstellung

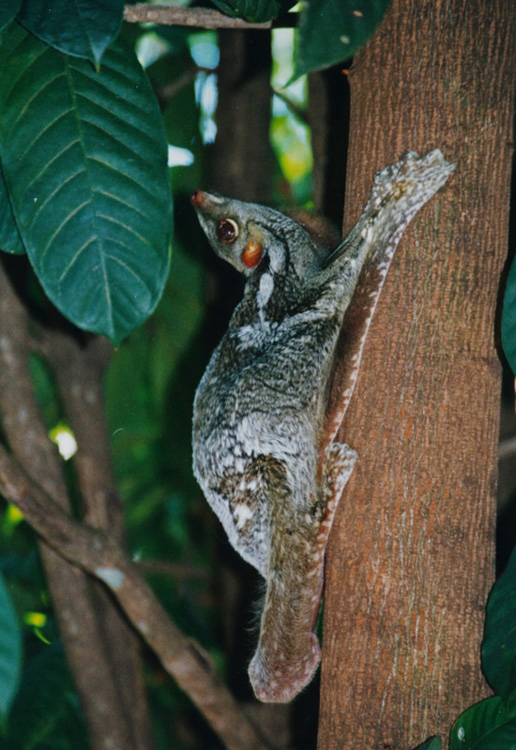
Riesengleiter sind zusammen mit den Primaten die nächsten Verwandten der Spitzhörnchen

Die erste Darstellung eines Spitzhörnchens erfolgte von William Ellis, der James Cook bei seiner Reise im malaiischen Archipel um 1780 begleitete. In seinem Tagebuch fand sich ein Eintrag, dass in der Nähe von Saigon ein seltsames Tier erlegt worden sei, von Ellis bezeichnet als „squirrel“ (Hörnchen).
1820 erfolgte die wissenschaftliche Erstbeschreibung des Gewöhnlichen Spitzhörnchens durch die französischen Forscher Pierre-Médard Diard und Alfred Duvaucel, die das Tier jedoch als Sorex glis zu den Spitzmäusen stellten. Dementsprechend wurde es auf Englisch als „tree shrew“ („Baumspitzmaus“) bezeichnet. Dies legte den Grundstein für die lange übliche Einordnung der Spitzhörnchen bei den Insektenfressern. 1866 stellte Ernst Haeckel die Spitzhörnchen zusammen mit den Rüsselspringern in das Taxon Menotyphla als Untergruppe der Insektenfresser mit Blinddarm und stellte sie damit den übrigen Insektenfressern ohne Blinddarm im Taxon Lipotyphla entgegen.
Gerüttelt wurde an der Insektenfresserthese erstmals um 1910, als William K. Gregory Hinweise gab, dass die Spitzhörnchen den Primaten näher stehen. 1920 behauptete der Anatom Wilfrid Le Gros Clark, dass die Spitzhörnchen die erste Seitenlinie der Primaten seien und bestätigte insofern Gregory. Dies schloss er aus Strukturvergleichen von Schädel, Gehirn, Muskulatur und Fortpflanzungsorganen. 1945 übernahm George Gaylord Simpson in seinem bedeutenden Werk über die Klassifikation der Säugetiere, Principles of Classification and a Classification of Mammals (Prinzipien der Klassifikation und eine Klassifikation der Säugetiere), diese These und bezeichnete Spitzhörnchen als Primaten aus der Gruppe der Lemuren. Hierauf folgte eine Phase intensiver Forschung, da gehofft wurde, so die Evolution der Primaten, inklusive des Menschen, aufzuklären. Dadurch kam man zu dem Schluss, dass die Spitzhörnchen überlebende Abbilder unserer Primatenvorfahren seien und als Halbaffen zu bezeichnen sind.
1969 schließlich trennte Erich Thenius die Spitzhörnchen als eigene Ordnung Tupaioidea ab, wurde jedoch hinsichtlich des Namens um 1972 von P. M. Butler korrigiert, der darauf hinwies, dass der bereits 1855 verwendete Name Scandentia von Johannes Andreas Wagner höhere Priorität habe.
Eine Schwierigkeit bei der Rekonstruktion der Verwandtschaftsverhältnisse war auch der eher schlechte Fossilbeleg. In den indischen Siwalik-Bergen wurden jedoch zehn Millionen Jahre alte Fossilien von Spitzhörnchen gefunden. Die Art wurde Palaeotupaia sivalensis genannt. Dies war wohl, wie die meisten heutigen Spitzhörnchen, ein gelegentlich kletternder Bodenbewohner, womit eine Abstammung von Primaten und den bodenbewohnenden Insektenfressern unwahrscheinlich ist. Noch ältere Fossilien von Anagale gobiensis aus dem Oligozän weisen die gleichen Merkmale auf. Diese fossile Art war vielleicht ein Vorfahr der Spitzhörnchen; zu dieser Gruppe wird sie jedoch wegen Merkmalen in der Ohrregion nicht gerechnet.
In der zweiten Hälfte des 20. Jahrhunderts wurde mit einer Reihe von Einwänden auch die Primatenthese in Frage gestellt. Einerseits treffen die primatenartigen Züge, sprich kürzere Schnauze, Vorwärtsdrehung der Augenhöhle und ein besser entwickeltes Zentralnervensystem, hauptsächlich auf die wenigen baumbewohnenden Spitzhörnchen wie das Zwergspitzhörnchen (Tupaia minor) zu. Diese Gemeinsamkeiten konnten auch im Zuge konvergenter Evolution durch parallele Anpassung an das Leben in den Bäumen entstanden sein. Andererseits bestehen teils enorme Unterschiede zwischen den Spitzhörnchen und den Primaten, vor allem beim Fortpflanzungsverhalten: Während Spitzhörnchen wenig entwickelte Jungtiere zur Welt bringen und nur eine geringe Mutterfürsorge aufweisen, gebären Primaten gut entwickelte Junge, die sie sorgfältig pflegen. Daher setzte sich die Ansicht durch, dass Spitzhörnchen weder mit den Insektenfressern noch den Primaten näher verwandt seien und eine ganz eigene Entwicklungslinie der Plazentatiere bilden. Dies war noch zu Beginn des 21. Jahrhunderts Stand der Wissenschaft.
Die vermutete nähere Verwandtschaft der Spitzhörnchen mit den Primaten fand im Übergang vom 20. zum 21. Jahrhundert durch molekularbiologische Untersuchungen, wie der Vergleich von Protein- und DNA-Sequenzen, sowie immunbiologische Untersuchungen vorerst Bestätigung. Als Änderung ergab sich, dass die Riesengleiter, deren Systematik ihrerseits eine sehr bewegte Geschichte aufweist, den Primaten noch näher stehen und mit ihnen die Klade der Primatomorpha bilden. Genetische Untersuchungen aus dem Jahre 2007 ergaben folgendes Bild:
- Vor etwa 87,9 Millionen Jahren bildete sich die Gruppe der Euarchonta, welche Spitzhörnchen, Riesengleiter und Primaten umfasst.
- Als erste Ordnung trennten sich vor ca. 86,2 Millionen Jahren die Spitzhörnchen von den Primatomorpha.
- Vor etwa 79,6 Millionen Jahren erfolgte dann die Trennung der Primatomorpha in Riesengleiter und Primaten.

Allerdings führten nicht alle genetischen Untersuchungen zu dem gleichen Ergebnis, da in einigen späteren Analysen die Spitzhörnchen die Schwestergruppe der Glires bilden, womit das gemeinsame Taxon mit den Riesengleitern und den Primaten, die Euarchonta, paraphyletisch wären.
Unabhängig von der näheren Verwandtschaft der Spitzhörnchen spaltete sich die Gruppe im weiteren Verlauf der Stammesgeschichte nach bisherigen molekulargenetischen Untersuchungen bereits im Paläozän vor rund 60 Millionen Jahren in die beiden heutigen Linien der Tupaiidae und der Ptilocercidae auf. Die weitere Diversifizierung der Tupaiidae setzte dann im Eozän vor etwa 35 Millionen Jahren mit der Abspaltung der Bergtupajas ein. Das evolutive Zentrum der Spitzhörnchen lässt sich in Südostasien vermuten. Dagegen stellt das Vorkommen des Indischen Spitzhörnchens ein Relikt einer ursprünglich viel weiteren Verbreitung dar, wofür auch die frühe Abtrennung im Unteren Miozän vor fast 20 Millionen Jahren sowie einzelne Fossilfunde sprechen. Die größte Diversität zeigen die Eigentlichen Spitzhörnchen, deren einzelne Linien bis in das Obere Miozän zurückreichen.

### Subtaxa
Die hier dargestellte Liste folgt dem Handbook of the Mammals of the World (2018).
- Familie Tupaiidae

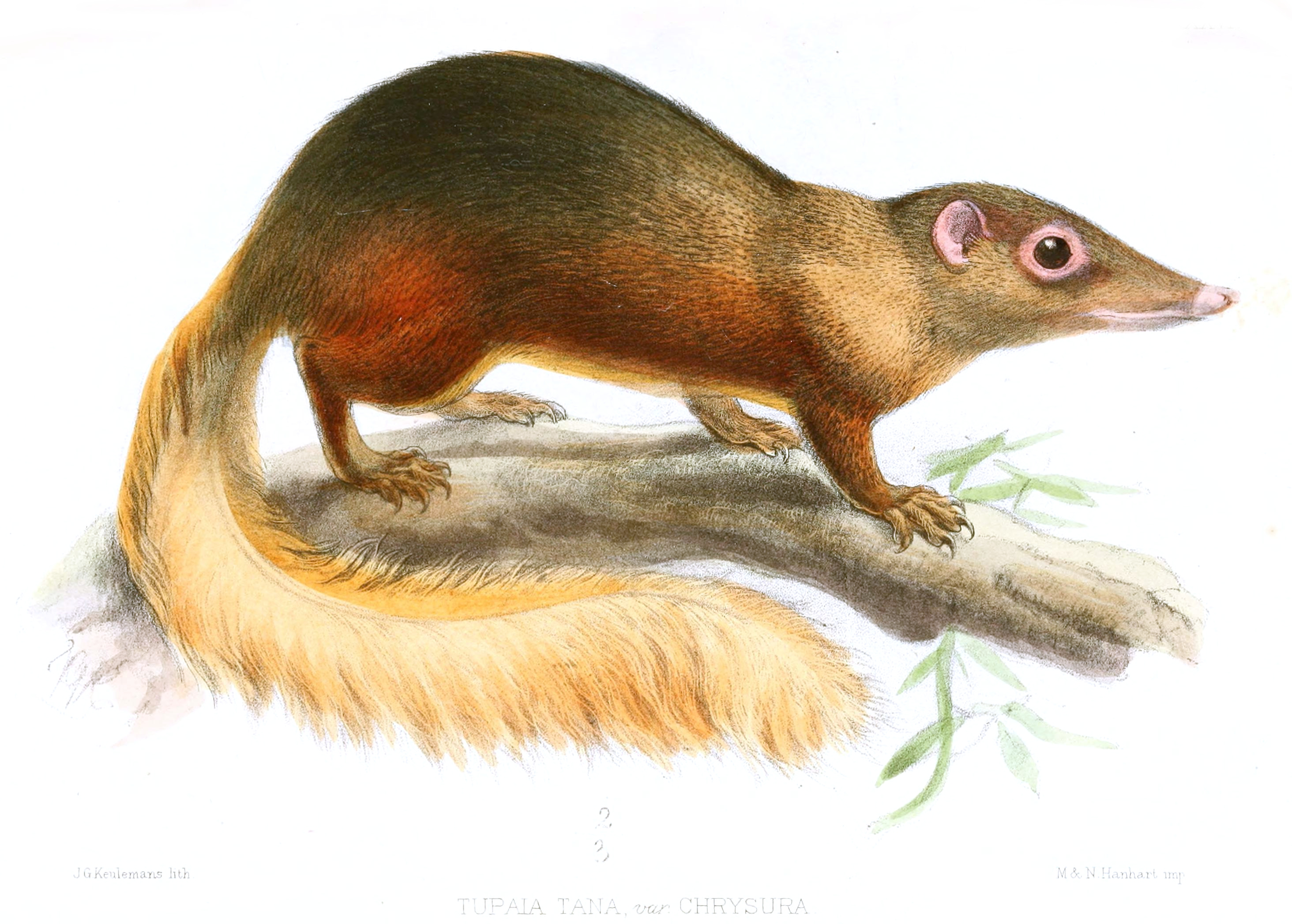
Tana (Tupaia tana), Darstellung von Joseph Smit (1836–1929)

  - Die Gattung der Eigentlichen Spitzhörnchen (Tupaia) ist die größte Gattung der Spitzhörnchen und zugleich die am generalistischsten gebaute. Das Gewicht reicht von 45 bis 160 Gramm. Die Vertreter dieser Gattung leben auf der malaiischen Halbinsel, Indonesien, den Philippinen und in Indochina. Kennzeichnend sind gut ausgebildete Eckzähne und kleine Ohrläppchen. 19 Arten, von denen zwei (T. tana und T. dorsalis) manchmal in einer eigenen Gattung, Lyonogale, geführt werden.
    - Nördliches Spitzhörnchen (Tupaia belangeri)
    - Mentawai-Spitzhörnchen (Tupaia chrysogaster)
    - Bangka-Spitzhörnchen (Tupaia discolor)[18]
    - Streifen-Spitzhörnchen (Tupaia dorsalis)
    - Philippinen-Spitzhörnchen (Tupaia everetti)
    - Rötliches Spitzhörnchen (Tupaia ferroginea)[18]
    - Gewöhnliches Spitzhörnchen (Tupaia glis)
    - Schlank-Spitzhörnchen (Tupaia gracilis)
    - Java-Spitzhörnchen (Tupaia hypochrysa)
    - Horsfield-Spitzhörnchen (Tupaia javanica)
    - Langfuß-Spitzhörnchen (Tupaia longipes)
    - Zwergspitzhörnchen (Tupaia minor)
    - Hochland-Spitzhörnchen (Tupaia montana)
    - Nikobaren-Spitzhörnchen (Tupaia nicobarica)
    - Palawan-Spitzhörnchen (Tupaia palawanensis)
    - Tiefland-Spitzhörnchen (Tupaia picta)
    - Kalimantan-Spitzhörnchen (Tupaia salatena)[18]
    - Rotschwanz-Spitzhörnchen (Tupaia splendidula)
    - Tana (Tupaia tana)

  - Gattung Anathana
    - Das Indische Spitzhörnchen (Anathana ellioti), einziger Vertreter der Gattung, ist mit 160 Gramm Gewicht mittelgroß und durch eine kurze Schnauze, schlecht entwickelte Eckzähne, gut entwickelte Ohrläppchen und zwei bis drei Zitzenpaaren bei Weibchen gekennzeichnet. Das Verbreitungsgebiet des Indischen Spitzhörnchens liegt in Indien südlich des Ganges.

  - Gattung Bergtupajas (Dendrogale): Beide Arten sind baumlebend und mit 50 Gramm Gewicht recht klein. Sie sind durch eine kurze Schnauze und große Ohrläppchen sowie einen langen, mit feinem Haar bedeckten Schwanz erkennbar. Die Weibchen haben ein Zitzenpaar. Vertreter von Dendrogale leben auf Nordborneo, Ostthailand, Vietnam und Kambodscha.
    - Borneo-Bergspitzhörnchen (Dendrogale melanura)
    - Nördliches Bergspitzhörnchen (Dendrogale murina)
- Familie Ptilocercidae
  - Gattung Ptilocercus
    - Das Federschwanz-Spitzhörnchen (Ptilocercus lowii), einziger Vertreter der Gattung und der Familie, ist im Süden der malaiischen Halbinsel, Nordwestborneo, Nordsumatra und den umliegenden Inseln beheimatet. Es ist klein (50 Gramm Gewicht), nachtaktiv, kann binokular sehen und ist vor allem durch eine Quaste am Ende des ansonsten unbehaarten Schwanzes gekennzeichnet. Die oberen Schneidezähne sind groß und die Ohrläppchen groß, häutig und beweglich. Weibchen haben zwei Zitzenpaare.

Das Philippinen-Spitzhörnchen stand vor allem im 20. Jahrhundert innerhalb der (weitgehend) monotypischen Gattung Urogale. Verschiedenen genetischen Untersuchungen zu Beginn des 21. Jahrhunderts zufolge bilden die Eigentlichen Spitzhörnchen in Bezug auf das Philippinen-Spitzhörnchen aber keine geschlossene Gruppe. Es wurde daher im Jahr 2011 vorgeschlagen, die Gattung Urogale mit der Gattung Tupaia zu vereinen, was das Handbook of the Mammals of the World im Jahr 2018 auch berücksichtigte. Die im Vergleich zu anderen Tupaia-Arten sehr junge Aufspaltung des Calamian-Spitzhörnchens und des Palawan-Spitzhörnchens erst im Übergang vom Unter- zum Mittelpleistozän lässt am eigenständigen Artstatus von ersterem zweifeln.

## Spitzhörnchen und Menschen
Die wechselseitigen Beeinflussungen von Spitzhörnchen und Menschen sind gering, einige Arten sind jedoch wegen Lebensraumverlust selten geworden. Manche Populationen sind Kulturfolger, trotzdem spielen sie weder wirtschaftlich noch in der Mythologie eine besondere Rolle. Mitunter werden Obstplantagen durch Spitzhörnchen geschädigt.